# Janine van der Meer
Janine van der Meer (Ridderkerk, 17 februari 1994) is een Nederlands voormalig wielrenster. Ze won in 2018 de Flanders Diamond Tour. Ze kwam uit voor de ploegen Futurumshop.nl, Health Mate-Cyclelive en in 2019 voor Parkhotel Valkenburg. Na 2019 beëindigde ze haar carrière.

## Overwinningen
2018
Flanders Diamond Tour

## Ploegen
- 2013 –  Futurumshop.nl
- 2014 –  Futurumshop.nl-Zannata
- 2015 –  Clubteam Euregio
- 2017 –  Clubteam NWVG Groningen
- 2018 –  Health Mate-Cyclelive
- 2019 –  Parkhotel Valkenburg

Adegeest · De Boer · Buysman · Duyck · De Gast · Knetemann · F.Markus · Nagengast · Raaijmakers · De Ruiter · Swinkels · Uiterwijk Winkel · Van der Meer · Van Veen · Vollering · De Vuyst · Wiebes